# 黄泰岩 (1957年)
黄泰岩（1957年8月—），男，山东招远人，中国经济学家，教授、博士生导师，长江学者特聘教授，中国共产党党员。曾先后在辽宁大学、中央民族大学担任校长。

## 生平
毕业于中国人民大学经济学本科、硕士和博士专业。1998年2月任中国人民大学经济学院副院长。1999年6月任人民大学《经济理论与经济管理》杂志主编。2002年6月到2005年6月任人民大学中国经济改革与发展研究院院长。2008年5月任人民大学中国经济改革与发展研究院常务副院长。
2011年5月任辽宁大学常务副校长；2012年4月升任辽宁大学校长。2013年1月当选第十二届全国人大代表。
2015年4月转任中央民族大学校长。2020年8月卸任校长。

## 社会兼职
- 全国高校“社会主义经济理论与实践”年会领导小组成员兼秘书长
- 中国经济发展研究会会长
- 中国中小企业国际合作协会常务理事
- 北京市社科联常委；[1]